# BRP Jose Andrada
Le BRP Jose Andrada (PC-370) est le navire de tête de la classe Jose Andrada de patrouilleurs côtiers de la marine philippine. Il fait partie du premier lot de sa classe, commandé par l’intermédiaire des ventes militaires à l’étranger (FMS) des États-Unis en 1989, et a été mis en service par la marine philippine en août 1990,. 
Il a été initialement désigné comme Fast Patrol Craft, et a été numéroté « DF-371 », mais plus tard, il a été redésigné comme une canonnière de patrouille, et a été renuméroté « PG-371 » jusqu’à ce qu’une autre reclassification change son numéro de coque en « PC-370 »

## Détails techniques
Le navire a été construit selon les normes de la Garde côtière américaine avec une coque et une superstructure en aluminium. Il est propulsé par deux moteurs Diesel Detroit Diesel Corporation 16V-92TA d’une puissance combinée d’environ 2800 ch, entraînant deux hélices et donnant une vitesse maximale de 28 nœuds (52 km/h). L’autonomie maximale est de 1200 milles marins (2200 km) à 12 nœuds (22 km/h) ou de 600 milles marins (1100 km) à 24 nœuds (44 km/h).
Le navire était conçu à l’origine pour transporter un canon de 40 mm Mk.3, un mortier de 81 mm à l’arrière et quatre mitrailleuses de 12,7 × 99 mm OTAN (calibre .50),. Au lieu de cela, il n’est armé que de quatre mitrailleuses Browning M2HB de calibre 12,7 mm sur des affûts Mk.26, dont deux positionnées à l’avant et deux à l’arrière, et de deux mitrailleuses M60 de 7,62 × 51 mm OTAN (calibre .30), toutes deux montées au milieu du navire. Le navire peut transporter 4000 cartouches de 12,7 mm et 2000 cartouches de 7,62 mm. De grandes jumelles « Big Eyes » sont également transportées sur des supports trépied, l’un sur le gaillard d'avant et l’autre juste au-dessus du mât.
Faisant partie du premier lot (PG-370 à PG-378), il n’est pas équipé du chain gun M242 Bushmaster Mk.38 Mod.0 de 25 mm que ses autres sister-ships transportent,,. Il était prévu d’installer sur sa proue un chain gun M242 Bushmaster de 25 mm (stabilisé ou non) après quelques modifications mineures, mais à ce jour, cela ne s’est pas concrétisé.
Il est équipé d’un radar de recherche et de navigation de surface Raytheon AN/SPS-64(V)11, mais avec une antenne plus petite que celles utilisées sur les plus grands navires de la marine philippine,.
Un bateau pneumatique semi-rigide de 4 mètres propulsé par un moteur hors-bord de 40 ch est rangé au milieu du navire.

## Historique
Le BRP Jose Andrada faisait partie d’une équipe de recherche conjointe américano-philippine d’un hélicoptère MH-47E Chinook des opérations spéciales qui s’est écrasé le 22 février 2002 dans la mer de Bohol, au large de l’île de Negros.
Le 13 mars 2013, alors qu’il effectuait une patrouille maritime avec le BRP General Mariano Alvarez (PS-38) au large des îles Omapoy et Bulo-Billo, à Sitangkai, province de Tawi-Tawi, ils ont intercepté deux embarcations chargées de 35 personnes évacuées de Sabah. La Force opérationnelle navale leur a immédiatement fourni une assistance médicale.